# Sympetrum chaconi
Sympetrum chaconi là loài chuồn chuồn trong họ Libellulidae. Loài này được De Marmels miêu tả khoa học đầu tiên năm 1994.